# Torch Singer
Torch Singer è un film del 1933 diretto da Alexander Hall e da George Somnes.
Tratto da Mike, una storia di Grace Perkins, il film venne prodotto dalla Paramount che lo distribuì in sala l'8 settembre 1933.

## Trama
Sally Trent, una ballerina di film, rimasta incinta, viene accolta in un ospedale di carità dove dà alla luce una bambina. Aiutata da Dora, un'altra ragazza madre, cerca di tenere la piccola ma, senza mezzi, è costretta alla fine a lasciare la figlia dalle suore. Con il nome di Mimi Benton, Sally fa carriera diventando una nota cantante. Le viene affidato un programma radiofonico dedicato ai bambini, dei quali diventa una beniamina.
Dalla Cina, dov'è stato tutti quegli anni, torna Michael Gardner, il suo ex. Facoltoso uomo d'affari, vuole fare ammenda per averla lasciata e le chiede di sposarlo. Ma la cantante non è più una ragazzina ingenua, la vita in quei cinque anni l'ha segnata e così rifiuta la proposta del vecchio amante. Accetterà alla fine la riconciliazione dopo che Michael avrà ritrovato la figlioletta.

## Produzione
Il film fu prodotto dalla Paramount Productions Inc..
Venne girato nei Paramount Studios - 5555 Melrose Avenue, Hollywood.

## Distribuzione
Distribuito dalla Paramount Pictures, uscì nelle sale cinematografiche USA l'8 settembre 1933. Il 20 novembre dello stesso anno, fu distribuito in Svezia. Nel 1934, uscì anche in Finlandia (6 gennaio), in Austria (16 marzo, con il titolo Schwarzer Schwan), in Danimarca (30 giugno, come Nattens dronning). In Portogallo, venne distribuito il 16 settembre 1935 tradotto in Vozes do Coração.
Nel 1958, la MCA/Universal Pictures acquisì i diritti televisivi del film per gli Stati Uniti.